# Versão de demonstração
A versão de demonstração ou demo, é um material promocional que é uma fração de um produto maior, lançado com a intenção de dar a oportunidade de o produto ser testado e avaliado por possíveis clientes. O termo é bastante usado nos contextos da música e dos jogos.
Na música, uma demo é geralmente gravada por bandas sem contrato com gravadoras, e são mandadas para as mesmas com a intenção de que a gravadora ouça o material da banda.
Nos jogos, um demo é lançado geralmente alguns meses antes do lançamento do produto completo, para criar expectativa entre os jogadores e dar uma amostra do que o jogo completo reserva. Pode ser do tipo jogável (geralmente possuem jogabilidade restrita à certos níveis, só permitem acesso a alguns recursos ou limitam o tempo que pode ser jogado) ou não-jogável (gravações da jogabilidade, tanto gravadas em vídeo ou jogadas usando a própria estrutura do jogo).

## História
As raízes do demo estão na revolução do computador doméstico do final da década de 1970 e no advento subsequente do cracking de software. Os crackers alteraram o código dos videogames s para remover a proteção contra cópias, reivindicando crédito adicionando suas próprias telas de introdução ("cracktros"), começando a competir pela melhor apresentação visual dessas adições.